# Климов Євген Дмитрович
Євген Дмитрович Климов (3 лютого 1994 , Перм ) - російський стрибун на лижах з трампліна, який раніше змагався у двоборстві, майстер спорту Росії, учасник зимових Олімпійських ігор 2014 і 2018 років. Перший в історії російського спорту переможець етапу Кубка світу зі стрибків на лижах з трампліна серед чоловіків.
З 15 квітня 2023 року перебуває під санкціями РНБО, строком на п'ятдесят років, за антиукраїнську діяльність.

## Спортивна кар'єра
Займатися лижним двоборством Євген Климов розпочав 2003 року. 2010 року переміг на чемпіонаті Росії. У січні 2014 року Климов досяг свого найзначнішого результату на юніорському рівні - став бронзовим призером чемпіонату світу серед юніорів у стрибках із нормального трампліна.
2014 року Євген Климов дебютував на зимових Олімпійських іграх у Сочі. У стрибковій частині двоєборства на нормальному трампліні/10 км він показав чудовий результат, стрибнувши на 99 метрів і поступившись тільки майбутнім призерам перегонів - німцеві Еріку Френцелю та японцеві Акіто Ватабе. Але лижні перегони завершилися цілковитою невдачею. Від самого старту Євгена почали обганяти суперники і фінішної лінії Климов дістався останнім. В естафетних перегонах він також показав чудовий результат на трампліні, але в лижних перегонах російська збірна знову не змогла продемонструвати високих швидкостей, посівши останнє 9-те місце. Вже на Іграх Климов намагався відібратися до складу збірної Росії зі стрибків з трампліна для участі в командній першості, але під час контрольного тренування не зміг показати потрібний результат.
2015 року перейшов із лижного двоборства до чистих стрибків на лижах із трампліна.
4 січня 2017 року росіянин вперше посів призове місце на етапі Кубка світу: він став третім на етапі Турне чотирьох трамплінів 2016-2017 в Інсбруку. Це призове місце стало першим для Росії від 2012 року в змаганнях зі стрибків із трампліна серед чоловіків.
18 листопада 2018 року Євген став першим російським переможцем етапу Кубка світу у чоловічих змаганнях. Ця перемога - перша за 4 роки для збірної Росії (у сезоні 2013-2014 на етапі в Чайковському тріумфувала Ірина Авакумова).

## Олімпійські ігри
| Рік  | Місто                     | НТ | ВТ | КВТ | ЗК  |
| ---- | ------------------------- | -- | -- | --- | --- |
| 2018 | Пхьончхан, Південна Корея | 30 | 26 | 7   | Н/Д |
| 2022 | Пекін, Китай              | 5  |    |     | 2   |

## Результати в Кубку світу
Усі результати наведено за даними Міжнародної федерації лижного спорту.

### Підсумкові місця в Кубку світу за роками
| Сезон     | Загалом | 4Т | ПЛ | RA  | В6  | Т5  | П7  |
| --------- | ------- | -- | -- | --- | --- | --- | --- |
| 2015—2016 | 56      | 41 | —  | N/A | N/A | N/A | N/A |
| 2016—2017 | 17      | 12 | 23 | 40  | N/A | N/A | N/A |
| 2017—2018 | 65      | 43 | —  | 34  | —   | N/A | 44  |
| 2018—2019 | 12      | 15 | 10 | 10  | 8   | N/A | 22  |
| 2019—2020 | 31      | 30 | —  | 13  | —   | 32  | N/A |
| 2020—2021 | 35      | 34 | 25 | N/A | —   | N/A | 30  |

### Особисті перемоги
| № | Сезон     | Дата              | Місце пров. | Трамплін      | Розмір |
| - | --------- | ----------------- | ----------- | ------------- | ------ |
| 1 | 2018—2019 | 18 листопада 2018 | Вісла       | Малінка HS134 | ВТ     |

### Окремі змагання (120)
| Сезон     | 1            | 2            | 3            | 4            | 5               | 6           | 7           | 8          | 9                   | 10         | 11                  | 12              | 13              | 14              | 15              | 16              | 17              | 18          | 19          | 20        | 21          | 22        | 23       | 24          | 25         | 26              | 27          | 28      | 29      | Бали |
|           |              |              |              |              |                 |             |             |            |                     |            |                     |                 |                 |                 |                 |                 |                 |             |             |           |             |           |          |             |            |                 |             |         |         |      |
| 2015—2016 | Клінгенталь  | Ліллегаммер  | Ліллегаммер  | Нижній Тагіл | Нижній Тагіл    | Енгельберг  | Енгельберг  | Оберстдорф | Гарміш-Партеркірхен | Інсбрук    | Бішофсгофен         | Віллінген       | Закопане        | Саппоро         | Саппоро         | Тронгейм        | Вікерсунд       | Вікерсунд   | Вікерсунд   | Лахті     | Лахті       | Куопіо    | Алмати   | Алмати      | Вісла      | Тітізе-Нойштадт | Планиця     | Планиця | Планиця | 21   |
| 2015—2016 | 32           | 35           | 35           | 18           | 46              | –           | –           | 28         | 43                  | q          | q                   | 41              | 28              | –               | –               | 50              | 41              | q           | q           | 46        | q           | –         | 29       | 38          | –          | –               | –           | –       | –       | 21   |
|           |              |              |              |              |                 |             |             |            |                     |            |                     |                 |                 |                 |                 |                 |                 |             |             |           |             |           |          |             |            |                 |             |         |         |      |
| 2016—2017 | Куусамо      | Куусамо      | Клінгенталь  | Ліллегаммер  | Ліллегаммер     | Енгельберг  | Енгельберг  | Оберстдорф | Гарміш-Партеркірхен | Інсбрук    | Бішофсгофен         | Вісла           | Вісла           | Закопане        | Віллінген       | Оберстдорф      | Оберстдорф      | Саппоро     | Саппоро     | Пхьончхан | Пхьончхан   | Осло      | Тронгейм | Вікерсунд   | Планиця    | Планиця         |             |         |         | 382  |
| 2016—2017 | 45           | 12           | 16           | 39           | 20              | 18          | 16          | 13         | 18                  | 3          | 16                  | 38              | 19              | 10              | 11              | 17              | 18              | 16          | 42          | 12        | 7           | –         | 12       | 36          | 29         | 19              |             |         |         | 382  |
|           |              |              |              |              |                 |             |             |            |                     |            |                     |                 |                 |                 |                 |                 |                 |             |             |           |             |           |          |             |            |                 |             |         |         |      |
| 2017—2018 | Вісла        | Куусамо      | Нижній Тагіл | Нижній Тагіл | Тітізе-Нойштадт | Енгельберг  | Енгельберг  | Оберстдорф | Гарміш-Партеркірхен | Інсбрук    | Бішофсгофен         | Таупліц         | Закопане        | Віллінген       | Віллінген       | Лахті           | Осло            | Ліллегаммер | Тронгейм    | Вікерсунд | Планиця     | Планиця   |          |             |            |                 |             |         |         | 7    |
| 2017—2018 | 49           | q            | 48           | 39           | q               | –           | –           | 44         | 26                  | –          | –                   | –               | –               | –               | –               | 29              | 50              | q           | 32          | 33        | q           | –         |          |             |            |                 |             |         |         | 7    |
|           |              |              |              |              |                 |             |             |            |                     |            |                     |                 |                 |                 |                 |                 |                 |             |             |           |             |           |          |             |            |                 |             |         |         |      |
| 2018—2019 | Вісла        | Куусамо      | Куусамо      | Нижній Тагіл | Нижній Тагіл    | Енгельберг  | Енгельберг  | Оберстдорф | Гарміш-Партеркірхен | Інсбрук    | Бішофсгофен         | Валь-ді-Ф'ємме  | Валь-ді-Ф'ємме  | Закопане        | Саппоро         | Саппоро         | Оберстдорф      | Оберстдорф  | Оберстдорф  | Лахті     | Віллінген   | Віллінген | Осло     | Ліллегаммер | Тронгейм   | Вікерсунд       | Планиця     | Планиця |         | 592  |
| 2018—2019 | 1            | 31           | 26           | 11           | 8               | 5           | 8           | 20         | 16                  | 19         | 26                  | –               | –               | 11              | –               | –               | 23              | 29          | 2           | –         | 7           | 13        | 22       | 11          | 6          | 14              | 11          | 10      |         | 592  |
|           |              |              |              |              |                 |             |             |            |                     |            |                     |                 |                 |                 |                 |                 |                 |             |             |           |             |           |          |             |            |                 |             |         |         |      |
| 2019—2020 | Вісла        | Куусамо      | Нижній Тагіл | Нижній Тагіл | Клінгенталь     | Енгельберг  | Енгельберг  | Оберстдорф | Гарміш-Партеркірхен | Інсбрук    | Бішофсгофен         | Валь-ді-Ф'ємме  | Валь-ді-Ф'ємме  | Тітізе-Нойштадт | Тітізе-Нойштадт | Закопане        | Саппоро         | Саппоро     | Віллінген   | Таупліц   | Таупліц     | Ришнов    | Ришнов   | Лахті       | Лахті      | Осло            | Ліллегаммер |         |         | 140  |
| 2019—2020 | 40           | –            | 41           | 50           | 37              | 16          | 37          | 22         | 22                  | q          | 39                  | 22              | q               | 11              | 45              | 24              | 38              | 28          | –           | –         | –           | 23        | 35       | 19          | 30         | 24              | 7           |         |         | 140  |
|           |              |              |              |              |                 |             |             |            |                     |            |                     |                 |                 |                 |                 |                 |                 |             |             |           |             |           |          |             |            |                 |             |         |         |      |
| 2020—2021 | Вісла        | Рука         | Рука         | Нижній Тагіл | Нижній Тагіл    | Енгельберг  | Енгельберг  | Оберстдорф | Гарміш-Партеркірхен | Інсбрук    | Бішофсгофен         | Тітізе-Нойштадт | Тітізе-Нойштадт | Закопане        | Лахті           | Віллінген       | Віллінген       | Клінгенталь | Клінгенталь | Закопане  | Закопане    | Ришнов    | Планиця  | Планиця     | Планиця    |                 |             |         |         | 110  |
| 2020—2021 | 31           | –            | –            | 7            | 29              | 17          | 36          | 26         | 50                  | 47         | 23                  | 41              | 19              | –               | –               | –               | –               | –           | –           | 27        | 29          | 20        | –        | 15          | –          |                 |             |         |         | 110  |
|           |              |              |              |              |                 |             |             |            |                     |            |                     |                 |                 |                 |                 |                 |                 |             |             |           |             |           |          |             |            |                 |             |         |         |      |
| 2021—2022 | Нижній Тагіл | Нижній Тагіл | Рука         | Рука         | Вісла           | Клінгенталь | Клінгенталь | Енгельберг | Енгельберг          | Оберстдорф | Гарміш-Партеркірхен | Бішофсгофен     | Бішофсгофен     | Бішофсгофен     | Закопане        | Тітізе-Нойштадт | Тітізе-Нойштадт | Віллінген   | Віллінген   | Лахті     | Ліллегаммер | Осло      | Осло     | Оберстдорф  | Оберстдорф | Планиця         | Планиця     |         |         | 122  |
| 2021—2022 | 20           | q            | 28           | 16           | 30              | 36          | 46          | 14         | 5                   | 15         | 19                  | 33              | 30              | 33              |                 |                 |                 |             |             |           |             |           |          |             |            |                 |             |         |         | 122  |